# Rhododrilus besti
Rhododrilus besti är en ringmaskart som beskrevs av Benham 1904. Rhododrilus besti ingår i släktet Rhododrilus och familjen Acanthodrilidae. Inga underarter finns listade i Catalogue of Life.